# 코로살구

코로살 구의 위치

코로살구(영어: Corozal District)는 벨리즈 최북단에 위치한 구로 행정 중심지는 코로살이며 면적은 1,860km2, 인구는 48,324명(2010년 기준)이다. 멕시코와 국경을 접한다.